# Lecanora testaceolivida
Lecanora testaceolivida är en lavart som beskrevs av Edvard(Edward) August Vainio. Lecanora testaceolivida ingår i släktet Lecanora, och familjen Lecanoraceae. Arten är reproducerande i Sverige.